# Into the Fire
Into the Fire (с англ. — «В огне») — сингл американской хеви-метал-группы Dokken, выпущенный в сентябре 1984 года лейблом Elektra.

## О сингле
Сингл достиг 21-го места в чарте Hot Mainstream Rock Tracks в США.
Также трек фигурировал в фильме 1987 года «Кошмар на улице Вязов 3: Воины сна» вместе с Dream Warriors, в честь которого назван фильм.

## Треклист
| №  | Название        | Длительность |
| -- | --------------- | ------------ |
| 1. | «Into the Fire» | 4:30         |

| №                   | Название            | Длительность |
| ------------------- | ------------------- | ------------ |
| 1.                  | «Bullets to Spare»  | 3:32         |
| Общая длительность: | Общая длительность: | 8:02         |

## Участники записи
Dokken
- Дон Доккен — вокал
- Джордж Линч — гитара
- Джефф Пилсон — бас-гитара, синтезатор, бэк-вокал
- Мик Браун — ударные

Технический персонал
- Том Верман и Рой Томас Бейкер — продюсеры

## Позиция в чартах
| Чарт (1984)                | Позиция |
| -------------------------- | ------- |
| Hot Mainstream Rock Tracks | 21      |